# Стаевский сельсовет
Стаевский сельсовет — сельское поселение в Мичуринском районе Тамбовской области.
Административный центр — село Стаево.

## Население
| 2010  | 2012  | 2013  | 2014  | 2015  | 2016  | 2017  |
| ----- | ----- | ----- | ----- | ----- | ----- | ----- |
| 1694  | ↗1749 | ↗1776 | ↗1836 | ↗1845 | ↘1844 | ↘1832 |
| 2018  | 2019  | 2020  | 2021  |       |       |       |
| ↘1803 | ↘1776 | ↘1733 | ↗1914 |       |       |       |

## Состав сельского поселения
| № | Населённый пункт | Тип населённого пункта       | Население |
| - | ---------------- | ---------------------------- | --------- |
| 1 | Красниково       | деревня                      | ↗324      |
| 2 | Сельхозтехника   | посёлок                      | ↗165      |
| 3 | Стаево           | село, административный центр | ↘1205     |